# Binární sloučenina
Binární sloučenina je chemická sloučenina obsahující právě dva chemické prvky. Její složení lze vyjádřit obecným vzorcem AxBy.
Nejznámějšími příklady mohou být kovalentní binární sloučenina vodíku s kyslíkem voda (H2O) nebo binární iontová sloučenina sodíku a chloru chlorid sodný (NaCl). Mezi další známé skupiny látek, které jsou binární, patří: oxidy, hydridy, peroxidy, nitridy, sulfidy, karbidy a halogenidy.
Konkrétní kombinace prvků ve většině případů ještě jednoznačně nedefinuje chemickou sloučeninu, např. binární sloučeniny uhlíku a vodíku tvoří velkou rozmanitou skupinu uhlovodíků.